# Johann Heinrich Strumper

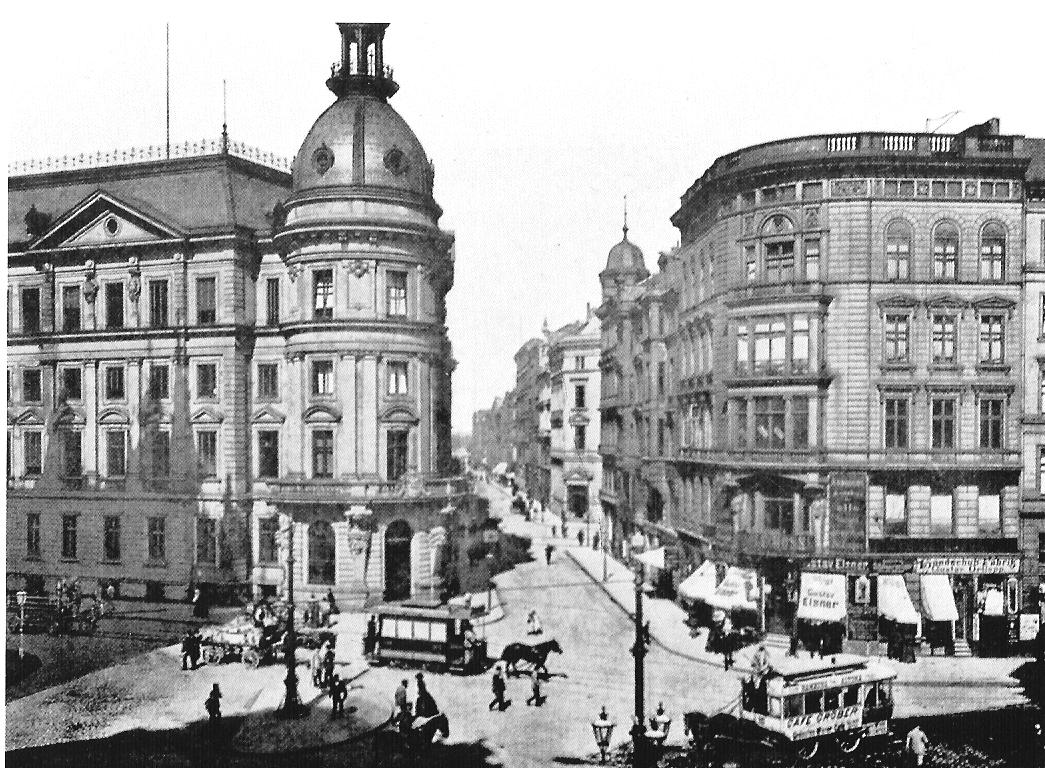
Stadthaus und Neuer Wall in Hamburg, Fotografie von J. H. Strumper 1892

Johann Heinrich Strumper (1843–1913) war ein deutscher Fotograf und Verleger. Nach einer Feinmechanikerlehre wandte er sich der Fotografie zu und erwarb sich bald erste Anerkennung vor allem als Architekturfotograf. 1873 gründete er in Hamburg seine eigene Firma Photographische Anstalt und Kunstanstalt J. H. Strumper, die nach dem Eintritt seines Bruders U. Otto Strumper (1850–1918) im Jahr darauf in Strumper & Co. Kunstverlag, Anstalt für Photographie und Lichtdruck umbenannt wird. Neben Bildmappen zur Hamburger Stadtgeschichte verkaufte Strumper als erster die noch heute bei Sammlern begehrten Ansichtskarten mit Hamburger Motiven. Mit Georg Koppmann verband ihn eine enge Freundschaft; beide arbeiteten auch geschäftlich zusammen und wurden Anfang der 1880er Jahre von der Hamburger Baudeputation beauftragt, die für den Bau der Speicherstadt abzureißenden Stadtviertel fotografisch zu dokumentieren.
Sein Sohn Otto Strumper-Petzold (1887–1940) und Enkel Otto Bender (1921–?) waren ebenfalls als Fotografen in Hamburg tätig.

## Werke (Auswahl)
- Photographische Darstellungen Hamburgischer Gegenden.[4]
- Hamburgs Privatbauten. Blatt I–XII[5]
- Hamburgs Privatbauten. Herausgegeben vom Architekten und Ingenieur-Verein. Blatt XIII–XXIV.[6]
- Die prämierten Entwürfe der Conurrenz zum Bau von kleinen Häusern in Hamburg. Gemeinnützige Baugesellschaft zu Hamburg, 8 Blatt.[7]
- Fünf Karten vom alten Hamburg.[8]

## Auszeichnungen (Auswahl)
- Ehrenvolle Erwähnung auf der Photographischen Ausstellung in Paris 1874.[9]
- Bronzene Medaille für Lichtdrucke auf der Photographischen Ausstellung in Wien 1875.[10]
- Prämierung für Lichtdrucke auf der Weltausstellung in Philadelphia 1876[11]
- Zweiter Preis (Medaille) auf der kunstgewerblichen Ausstellung in München 1876[12]
- Zweiter Preis auf der Ausstellung der vervielfältigenden Künste in Nürnberg 1877[13]
- Medaille für den besten photomechanischen Druck auf der Ausstellung der „Photographic Society of Great Britain“ (1877).[14]
- Erster Preis (Diplom und Vermeilmedaille) auf der photographischen Ausstellung in Gent 1880.[15]
- Erste Preis auf einer Ausstellung 1880 in Paris.[16]
- Medaille in Bronze auf der Internationalen photographischen Ausstellung in Wien 1881.[17]